# لاتونیا جانسون
لاتونیا جانسون (انگلیسی: LaTonya Johnson؛ زادهٔ ۱۷ اوت ۱۹۷۵) بازیکن بسکتبال اهل ایالات متحده آمریکا است.